# صالح بن مباركة
صالح بن مباركة ولد في 30 أبريل 1935 في القلعة الصغرى وتوفي في 18 يونيو 2018، هو سياسي تونسي.

## السيرة الذاتية
تحصل صالح بن مباركة في 1959 على شهادة المدرسة الوطنية للآداءات في فرنسا، قبل أن يصبح المدير العام للآداءات بوزارة المالية التونسية والمدير العام للديوانة والرئيس المدير العام للشركة التونسية للتأمين وإعادة التأمين، وكان عضو مجلس إدارة البنك المركزي التونسي بين ديسمبر 1969 و17 يونيو 1983. 

عين في 18 يونيو 1983 في منصب وزير المالية في حكومة محمد مزالي وبقي على رأس الوزارة حتى 28 أبريل 1986، أين عين وزيرا للطاقة والمناجم في نفس حكومة المزالي، وواصل مهمته كوزير في حكومة رشيد صفر وحكومة زين العابدين بن علي، وغادر منصبه في 7 نوفمبر 1987 يوم انقلاب بن علي الأبيض.